# Vedersø Sogn
Vedersø Sogn er et sogn i Ringkøbing Provsti (Ribe Stift).
I 1800-tallet var Vedersø Sogn et selvstændigt pastorat. Det hørte til Hind Herred i Ringkøbing Amt. Vedersø sognekommune blev ved kommunalreformen i 1970 indlemmet i Ringkøbing Kommune, der ved strukturreformen i 2007 indgik i Ringkøbing-Skjern Kommune.
I Vedersø Sogn ligger Vedersø Kirke. Her var digteren Kaj Munk præst i 1924-1944.
I sognet findes følgende autoriserede stednavne:
- Bjerregård (bebyggelse, ejerlav)
- Hug (bebyggelse)
- Kærgårde (bebyggelse)
- Nørre Hug (bebyggelse)
- Nørresø (vandareal)
- Tarp (bebyggelse)
- Trankær (bebyggelse)
- Vang (bebyggelse)
- Vedersø (bebyggelse)
- Vedersø Klit (areal, bebyggelse)
- Vedersø Kær (bebyggelse)

## Abortmindelunden
4. januar 1999 indviede Kaj Munks søn Arne Munk og anti-abortforeningen Retten til Liv en abortmindelund over for kirken. Det førte til omfattende protester, og Ringkøbing Kommune fik Højesterets dom for at mindelunden var ulovlig fordi den gjorde området til et offentligt anlæg i strid med lokalplanen.
Efter Arne Munks død i 2011 blev mindelunden til dels genskabt på hans private grund, som hans enke efter hans ønske forærede til foreningen Retten til Liv.